# Guillermo Vilas
Guillermo Vilas (n. 17 august 1952, Mar del Plata, Buenos Aires, Argentina) este un fost jucător profesionist de tenis argentinian.
A fost numărul 1 al sezoanelor Grand Prix în 1974, 1975 și 1977,  și a câștigat patru turnee de Grand Slam, un Turneu al Campionilor, nouă titluri Grand Prix Super Series și un total de 62 de titluri ATP. World Tennis, Agence France-Presse și Livre d'or du tennis 1977 (Christian Collin-Bernard Ficot), printre alte clasamente și publicații, l-au evaluat drept numărul 1 mondial în 1977  (în timp ce alții l-au clasat pe Björn Borg sau Jimmy Connors nr. 1). În clasamentul computerelor ATP, a ajuns pe locul 2 în aprilie 1975, poziție pe care a deținut-o în total 83 de săptămâni. El a fost inclus în International Tennis Hall of Fame în 1991, la doi ani după prima sa retragere.